# Liste der Baudenkmale in Coromandel
Die Liste der Baudenkmale in Coromandel umfasst alle vom New Zealand Historic Places Trust (NZHPT) als „Historic Place“ oder „Historic Area“ eingestuften Baudenkmale und Flächendenkmale der neuseeländischen Ortschaft Coromandel. Die Angaben stammen aus dem Register des NZHPT. Die Bezeichnungen der Baudenkmale orientieren sich an diesem Register. In die Liste werden auch bekannte Wahi Tapu (Area), kulturell und religiös bedeutsame Stätten und Gebiete der Māori, aufgenommen. Sie werden jedoch meist nicht publiziert.

| Bild           | Bezeichnung                          | Ort        | Anschrift                                                    | Beschreibung                                        | Bauzeit | Eintrag           | Nummer | Kat. |
| -------------- | ------------------------------------ | ---------- | ------------------------------------------------------------ | --------------------------------------------------- | ------- | ----------------- | ------ | ---- |
| weitere Bilder | Government Battery                   | Coromandel | Buffalo Road Karte                                           | wasserbetriebener Steinbrecher                      | 1900    | 22. November 1984 | 0130   | 1    |
| BW             | Former Courthouse and Post Office    | Coromandel | 355 Kapanga Road Karte                                       | Gericht und Postamt, später Büro des County Council | 1873    | 13. Dezember 1990 | 4680   | 1    |
| BW             | Assay House Tearooms                 | Coromandel | 2 Kapanga Road Karte                                         | Teehaus, ehemaliges                                 | n.a.    | 25. November 1982 | 0697   | 2    |
| BW             | Fairlawns                            | Coromandel | 575 Rings Road Karte                                         | Wohnhaus                                            | n.a.    | 25. November 1882 | 0699   | 2    |
| BW             | Mine Manager’s House (Former)        | Coromandel | 1737 Rings Road Karte                                        | Wohnhaus                                            | n.a.    | 25. November 1882 | 0704   | 2    |
| BW             | Captain Rings House (Former)         | Coromandel | Colville Road, Driving Creek Karte                           | Wohnhaus                                            | n.a.    | 25. November 1882 | 0708   | 2    |
| weitere Bilder | Museum (Former School of Mines)      | Coromandel | 841 Rings Road Karte                                         | Bergbauschule, ehemalige                            | n.a.    | 25. November 1882 | 0714   | 2    |
| BW             | St Andrew's Church (Presbyterian)    | Coromandel | 1426 Rings Road Karte                                        | Kirche, presbyterianische                           | n.a.    | 25. November 1882 | 0720   | 2    |
| BW             | Hauraki Mine Office (Former)         | Coromandel | 692 Rings Road Karte                                         | Bürogebäude, ehemaliges                             | n.a.    | 25. November 1882 | 2666   | 2    |
| BW             | Primary School and Shelter Sheds     | Coromandel | Kapanga Road Karte                                           | Schule                                              | n.a.    | 25. November 1882 | 2670   | 2    |
| BW             | House                                | Coromandel | 636 Rings Road Karte                                         | Wohnhaus                                            | n.a.    | 25. November 1882 | 2671   | 2    |
| BW             | Briars House                         | Coromandel | Tiki Rd (SH 25) Karte                                        | Wohnhaus                                            | n.a.    | 19. März 1986     | 4611   | 2    |
| BW             | Campbell House                       | Coromandel | 72 Whangapoua Road Karte                                     | Wohnhaus                                            | n.a.    | 19. März 1986     | 4612   | 2    |
| BW             | Catherine Mine Machinery Foundations | Coromandel | Hauraki Road Karte                                           | Maschinenfundamente eines Bergwerks                 | n.a.    | 19. März 1986     | 4613   | 2    |
| BW             | House (Former Christian Centre)      | Coromandel | 756 Rings Road Karte                                         | Wohnhaus                                            | n.a.    | 19. März 1986     | 4614   | 2    |
| BW             | Coromandel Drapery                   | Coromandel | Kapanga Road Karte                                           | Ladengeschäft                                       | n.a.    | 19. März 1986     | 4616   | 2    |
| BW             | Cottage                              | Coromandel | 222 Watt Street Karte                                        | Wohnhaus                                            | n.a.    | 19. März 1986     | 4617   | 2    |
| BW             | Elliot House                         | Coromandel | Kennedy Bay Road, Driving Creek Karte                        | Wohnhaus                                            | n.a.    | 19. März 1986     | 4622   | 2    |
| BW             | Methodist Church (Former)            | Coromandel | Rings Road Karte                                             | Kirche, ehemalige methodistische                    | n.a.    | 19. März 1986     | 4625   | 2    |
| BW             | Four Oaks                            | Coromandel | Rings Road Karte                                             | Wohnhaus                                            | n.a.    | 19. März 1986     | 4629   | 2    |
| BW             | Cadman House                         | Coromandel | Whangapoua Road Karte                                        | Wohnhaus                                            | n.a.    | 19. März 1986     | 4630   | 2    |
| BW             | Hospital                             | Coromandel | 1740 Rings Road Karte                                        | Krankenhaus                                         | n.a.    | 19. März 1986     | 4632   | 2    |
| BW             | Lillis House                         | Coromandel | Wharf Road (neben dem Hotel) Karte                           | Wohnhaus                                            | n.a.    | 19. März 1986     | 4638   | 2    |
| BW             | McNeill House                        | Coromandel | 230 Watt Street Karte                                        | Wohnhaus                                            | n.a.    | 19. März 1986     | 4639   | 2    |
| BW             | Mitcalfe House                       | Coromandel | Frederick Street und Rings Road Karte                        | Wohnhaus                                            | n.a.    | 19. März 1986     | 4641   | 2    |
| BW             | Old Davies Homestead                 | Coromandel | 1195 Tiki Road Karte                                         | Wohnhütte                                           | n.a.    | 19. März 1986     | 4642   | 2    |
| BW             | Queen Victoria Monument              | Coromandel | Kapanga Road Karte                                           | Denkmal für Königin Victoria                        | n.a.    | 19. März 1986     | 4645   | 2    |
| BW             | Reilly House                         | Coromandel | 2251 Rings Road Karte                                        | Wohnhaus                                            | n.a.    | 19. März 1986     | 4648   | 2    |
| BW             | Schubert House                       | Coromandel | 25 Watt Street Karte                                         | Wohnhaus                                            | n.a.    | 19. März 1986     | 4651   | 2    |
| BW             | Ward Cottage                         | Coromandel | 229 Hauraki Road Karte                                       | Wohnhaus                                            | n.a.    | 19. März 1986     | 4656   | 2    |
| BW             | Wilson House                         | Coromandel | 270 Tiki Road Karte                                          | Wohnhaus                                            | n.a.    | 19. März 1986     | 4657   | 2    |
| BW             | Kahakaharoa Cottage                  | Coromandel | Rings Road / Taurua Place Karte                              | Wohnhaus                                            | n.a.    | 19. März 1986     | 4659   | 2    |
| BW             | Darling House                        | Coromandel | Tiki Road Karte                                              | Wohnhaus                                            | n.a.    | 19. März 1986     | 4667   | 2    |
| BW             | Lodge (Ancient Order of Buffaloes)   | Coromandel | Kapanga Road Karte                                           | Freimaurerloge                                      | n.a.    | 19. März 1986     | 4669   | 2    |
| BW             | House (Former Vicarage)              | Coromandel | 236 Tiki Road Karte                                          | Pfarrhaus, ehemaliges                               | n.a.    | 19. März 1986     | 4670   | 2    |
| BW             | Masonic Lodge No 71                  | Coromandel | 776 Rings Road Karte                                         | Freimaurerloge                                      | n.a.    | 17. Dezember 1993 | 7133   | 2    |
| BW             | Coromandel Hospital Historic Area    | Coromandel | Rings Road/Main Street Karte                                 | Krankenhausgelände                                  | 1898    | 27. Oktober 1995  | 7269   | HA   |
| BW             | Te Kouma                             | Coromandel | Te Kouma Harbour Karte                                       | von Bedeutung für die Maori                         | n.a.    | 21. April 1995    | 7229   | WTA  |
| BW             | Papa Aroha                           | Coromandel | Colville Road, Whangaahei-Driving Creek, Koputauki Bay Karte | von Bedeutung für die Maori                         | n.a.    | 8. Dezember 1999  | 7464   | WTA  |